# Ronde van Italië 2024/Zeventiende etappe
De zeventiende etappe van de Ronde van Italië 2024 vond plaats op 22 mei. Deze etappe werd gewonnen door Georg Steinhauser.

## Koersverloop

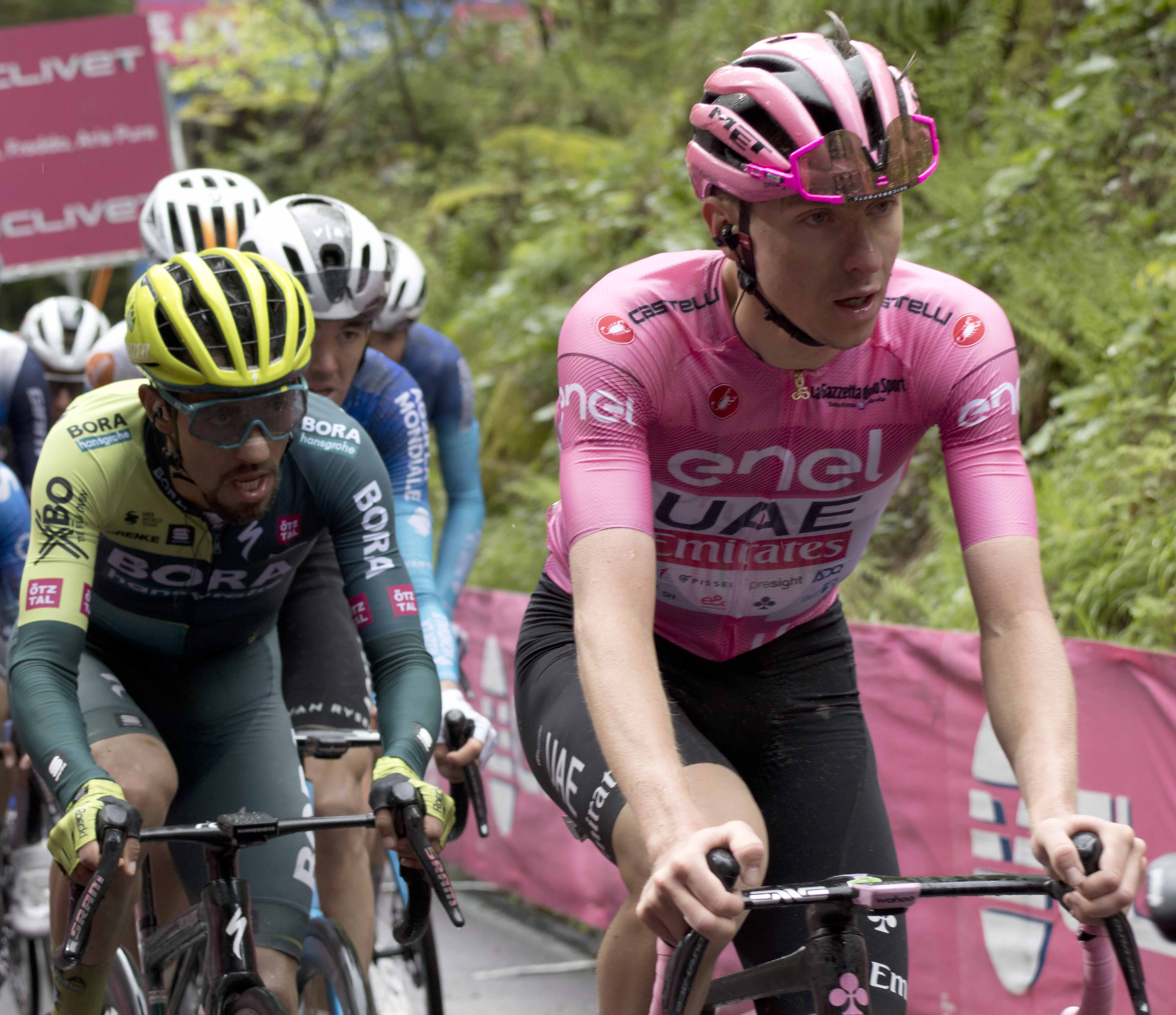
Tadej Pogačar en Daniel Martínez beklimmen de slotklim.

Deze etappe betrof een bergrit tussen Selva di Val Gardena en de Passo del Brocon. Er waren vijf gecategoriseerde cols opgenomen in deze etappe. De etappe begon gelijk met een klim van de buitencategorie. Nadien volgde een lange afdaling en was er een kopgroep van tien renners ontstaan. Amanuel Ghebreigzabhier en Georg Steinhauser, de latere smaakmakers van deze etappe, waren aanwezig in deze kopgroep. Daarnaast was ook Julian Alaphilippe van de partij, de Fransman was in acht eerdere etappes ook al in de aanval gegaan. Nadat de renners de volgende klim over waren volgde wederom een lange afdaling. In deze afdaling reden renners van Team dsm-firmenich PostNL aan kop in het peloton. Door het harde werk van onder andere Gijs Leemreize werden de koplopers weer bijgehaald. Kopman van de Nederlandse formatie Romain Bardet probeerde een aanval op te zetten maar de moeite hiervoor werd al snel tenietgedaan door Tadej Pogačar. Wat volgde was een chaotische fase in deze etappe. De Eritreeër Ghebreigzabhier wist hiervan te profiteren en was een van de eerste renners die weer een geslaagde aanval plaatste. Hij kreeg bijval van Steinhauser en samen reden ze naar de volgende klim, deze was van de derde categorie. Nadat ze deze over waren en het tussensprintmoment hadden gehad begonnen ze voor de eerste maal aan de Passo del Brocon. Ditmaal behoorde de klim tot de tweede categorie, de andere zijde van deze pas die later werd beklommen behoorde tot de eerste categorie. Tijdens de eerste beklimming van de Passo del Brocon kon Ghebreigzabhier de Duitser Steinhauser niet volgen. Steinhauser wist zijn voorsprong zodanig uit te breiden dat hij genoeg tijd had om solo naar de finish te rijden. Steinhauser won met bijna anderhalve minuut verschil ten opzichte van de leider in het algemene klassement Pogačar. In het peloton probeerde Daniel Martínez een aanval op gang te zetten op ongeveer twee kilometer voor de aankomst. Al snel werd hij ingehaald door Pogačar. Naast Pogačar deed ook Antonio Tiberi goede zaken in het algemene klassement en werd derde in deze etappe. Ghebreigzabhier eindigde uiteindelijk na meer dan 150 kilometer koers als dertigste.

## Uitslagen
| Selva di Val Gardena - Passo del Brocon 202 km |                   |                           |          |
| Plaats                                         | Naam              | Ploeg                     | tijd     |
| Winnaar                                        | Georg Steinhauser | EF Education-EasyPost     | 4u28'51" |
| 2                                              | Tadej Pogačar     | UAE Team Emirates         | + 1'24   |
| 3                                              | Antonio Tiberi    | Bahrain Victorious        | + 1'42"  |
| 4                                              | Geraint Thomas    | INEOS Grenadiers          | z.t.     |
| 5                                              | Daniel Martínez   | BORA-hansgrohe            | z.t.     |
| 6                                              | Einer Rubio       | Movistar Team             | z.t.     |
| 7                                              | Romain Bardet     | Team dsm-firmenich PostNL | z.t.     |
| 8                                              | Thymen Arensman   | INEOS Grenadiers          | + 1'55   |
| 9                                              | Jan Hirt          | Soudal Quick-Step         | z.t.     |
| 10                                             | Rafał Majka       | UAE Team Emirates         | z.t.     |

| Algemeen klassement |                   |                                 |            |
| Plaats              | Naam              | Ploeg                           | Tijd       |
| Roze trui           | Tadej Pogačar     | UAE Team Emirates               | 63u31'18"  |
| 2                   | Daniel Martínez   | BORA-hansgrohe                  | + 7'42"    |
| 3                   | Geraint Thomas    | INEOS Grenadiers                | + 8'04"    |
| 4                   | Ben O'Connor      | Decathlon AG2R La Mondiale Team | + 9'47"    |
| 5                   | Antonio Tiberi    | Bahrain-Victorious              | + 10'29"   |
| 6                   | Thymen Arensman   | INEOS Grenadiers                | + 11'10"   |
| 7                   | Romain Bardet     | Team dsm-firmenich PostNL       | + 12'42"   |
| 8                   | Einer Rubio       | Movistar Team                   | + 13'33"   |
| 9                   | Filippo Zana      | Team Jayco AlUla                | + 13'52"   |
| 10                  | Jan Hirt          | Soudal Quick-Step               | + 14'44"   |
|                     |                   |                                 |            |
| 31                  | Mauri Vansevenant | Soudal Quick-Step               | + 1u13'19" |

### Opgaven
Er is deze etappe één opgaven gemeld. De Nederlander David Dekker van Arkéa-B&B Hotels stapte vroegtijdig af. Hierdoor zijn er nog vijf van de twaalf gestarte Nederlanders aanwezig in Italië.
1e etappe ·
2e etappe ·
3e etappe ·
4e etappe ·
5e etappe ·
6e etappe ·
7e etappe ·
8e etappe ·
9e etappe ·
10e etappe ·
11e etappe ·
12e etappe ·
13e etappe ·
14e etappe ·
15e etappe ·
16e etappe ·
17e etappe ·
18e etappe ·
19e etappe ·
20e etappe ·
21e etappe
Startlijst · Eindstanden · Afbeeldingen